# Will Johnson (futbolista)
William "Will" Johnson (Toronto, Ontario, Canadá, 21 de enero de 1987) es un futbolista canadiense. Juega en la posición de centrocampista y su equipo actual es el Orlando City de la Major League Soccer.

## Selección nacional
Ha sido internacional con la selección de Canadá en 45 ocasiones anotando 4 goles.

## Clubes
| Club             | País           | Año       |
| ---------------- | -------------- | --------- |
| Chicago Fire     | Estados Unidos | 2005      |
| SC Heerenveen    | Países Bajos   | 2006-2007 |
| De Graafschap    | Países Bajos   | 2007-2008 |
| Real Salt Lake   | Estados Unidos | 2008-2012 |
| Portland Timbers | Estados Unidos | 2013-2015 |
| Toronto FC       | Canadá         | 2016      |
| Orlando City     | Estados Unidos | 2017-     |